# Отношения ДР Конго и ЦАР
Отношения Демократической Республики Конго и Центральноафриканской Республики — двусторонние дипломатические отношения между Демократической Республикой Конго (ДР Конго) и Центральноафриканской Республикой (ЦАР). Протяжённость государственной границы между странами составляет 1747 км.

## История
В 2001 году по данным Управления Верховного комиссара ООН по делам беженцев в ДР Конго прибыло порядка 3 400 беженцев из ЦАР, большинство из которых были размещены в лагере для беженцев Моле. В 2012 году в Центральноафриканской Республике началась гражданская война, что сказалось и на соседней Демократической Республике Конго. В 2014 году на территорию ДР Конго прибыло более 60 000 беженцев из ЦАР, 29 000 из них были размещены в лагерях. 1/3 от общего числа беженцев в ДР Конго составили дети до 18 лет, благодаря помощи международных агентств в лагерях для беженцев Бойабу и Моле они имеют возможность посещать школу.
C мая по декабрь 2017 года были зарегистрированы ещё 39 150 беженцев из ЦАР. В 2018 году на территории ДР Конго размещались по разным данным от 172 011 до свыше 180 000 беженцев из ЦАР. По словам некоторых беженцев условия содержания в лагерях далеки от идеальных: встречаются случаи смерти от жары, голода и заболеваний, а источником питьевой воды являются местные реки.

## Дипломатические представительства
- ДР Конго имеет посольство в Банги[11].
- У ЦАР имеется посольство в Киншасе[12].